# Ultrasuoni
Gli ultrasuoni sono delle onde meccaniche. Le frequenze che caratterizzano gli ultrasuoni sono superiori a quelle ritenute percepibili da un orecchio umano. La frequenza convenzionalmente utilizzata per discriminare onde soniche (udibili dal genere umano) da onde ultrasoniche è fissata in 20 kHz. Lo stesso termine ultrasuono chiaramente indica ciò che è al di là (ultra) del suono, identificando con suono solo il fenomeno fisico udibile.
Come ogni altro tipo di fenomeno ondulatorio gli ultrasuoni sono soggetti a fenomeni di riflessione, rifrazione e diffrazione e possono essere definiti mediante parametri quali la frequenza, la lunghezza d'onda, la velocità di propagazione, l'intensità (misurata in decibel), l'attenuazione (dovuta all'impedenza acustica del mezzo attraversato).

## Gli ultrasuoni in natura

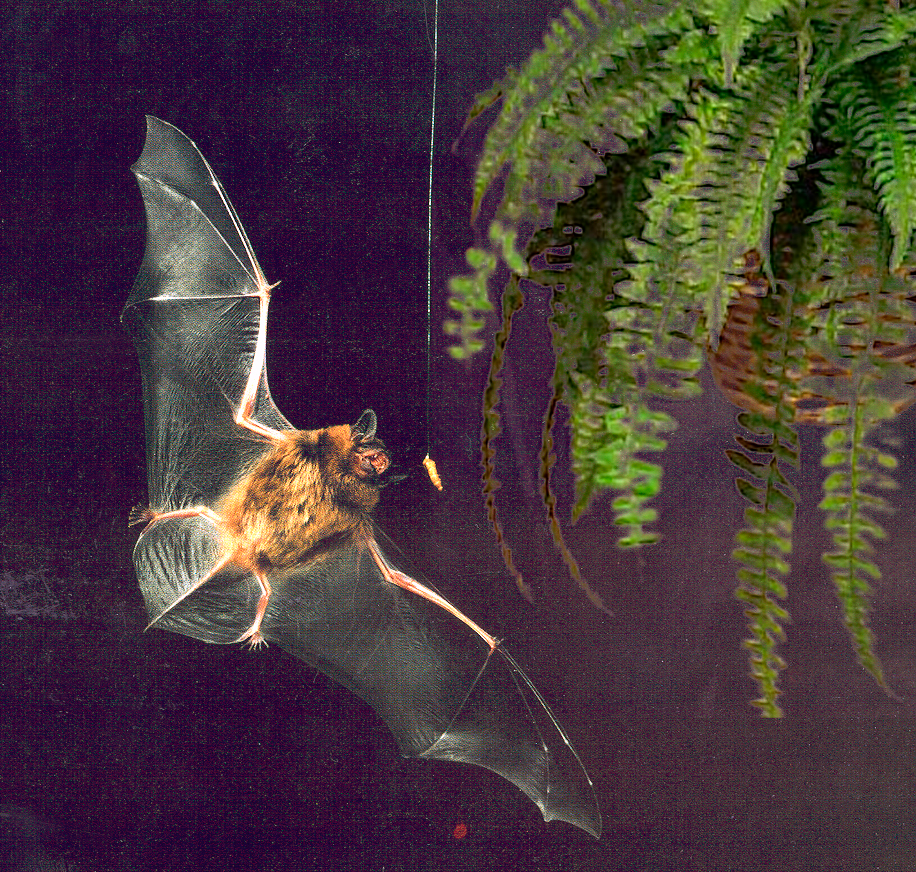
Un pipistrello mentre effettua una cattura nella notte, grazie al suo sistema sensoriale ad ultrasuoni.

Nonostante, come detto, l'essere umano non sia in grado di udire gli ultrasuoni, altri animali hanno tale capacità: 
- i cani (per i quali sono in commercio appositi fischietti di richiamo agli ultrasuoni);
- i delfini e le balene che li usano per comunicare tra loro;
- i pipistrelli che li usano per captare gli ostacoli mentre volano di notte

altri animali come ad esempio topi e ratti,  i quali vengono disturbati da questi (gli ultrasuoni) e per i quali sono in commercio apposite apparecchiature professionali . Tali apparecchiature, denominate derattizzatori ad ultrasuoni, generano in loro un vero e proprio stress psicofisico che li costringe ad abbandonare un luogo precedentemente occupato ed ora diventato per loro ostile. In tale modo è possibile effettuare la disinfestazione dai roditori senza ucciderli, facendoli allontanare in modo definitivo.

## Applicazioni

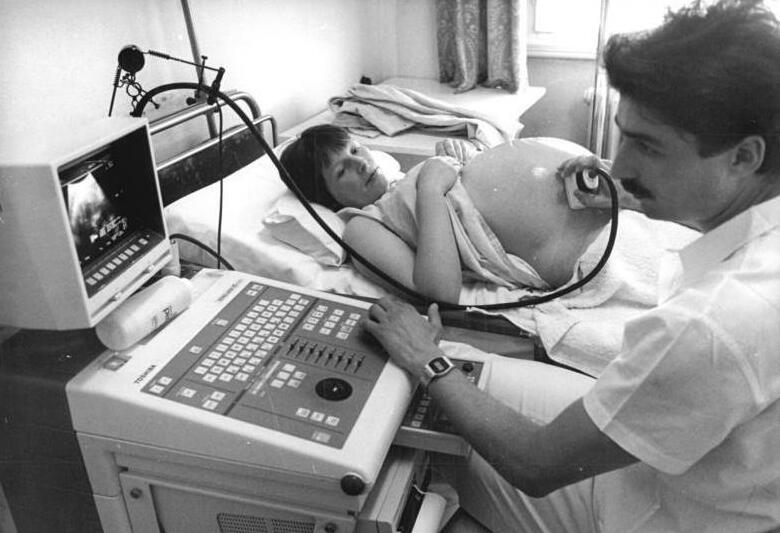
Utilizzo degli ultrasuoni in campo medico (ecografia).

Gli ultrasuoni trovano utilizzo per lo più in campo medico ed industriale essendo ampiamente utilizzati nelle ecografie, nei controlli non distruttivi e in molti apparecchi utilizzati per la pulizia superficiale di oggetti di piccole dimensioni.
Vengono spesso prescritti come fisioterapia in seguito a traumi o fratture, sebbene esistano studi contrastanti sulla loro efficacia.
Anche il sonar impiega intervalli di frequenze che non di rado sconfinano nella gamma degli ultrasuoni.
Gli ultrasuoni vengono anche utilizzati per nebulizzare l'acqua in alcuni tipi di umidificatori (detti, per l'appunto, ad ultrasuoni).
Vengono, inoltre, utilizzati come sistema "scaccia-animale" per alcune tipologie di animali.

### Utilizzo degli ultrasuoni nelle operazioni di saldatura
Le principali applicazioni oltre quelle sopra indicate riguardano anche il campo meccanico, soprattutto la saldatura di materiali plastici e il controllo non distruttivo di cordoni di saldatura.
La saldatura di materiali plastici per mezzo di ultrasuoni viene sovente utilizzata quando è richiesta una certa qualità estetica ma soprattutto velocità di esecuzione; due oggetti plastici (preferibilmente dello stesso materiale in modo che l'attrito molecolare risulti alto) vengono messi a contatto fra loro e un parallelepipedo metallico (sonotrodo) si appoggia ad uno di essi scaricando ultrasuoni e quindi mettendolo in vibrazione. L'attrito generato fonderà le parti plastiche a contatto unendole. La forma e la frequenza alla quale vibrerà il sonotrodo dipendono dalla geometria dell'oggetto che si andrà a saldare.
La qualità estetica è eccellente anche se non viene assicurata la tenuta stagna quindi, nel caso sia essa un requisito fondamentale, è preferibile prendere in esame un altro tipo di saldatura (es. saldatura a lama calda).
Gli ultrasuoni sono anche uno dei controlli non distruttivi che si possono eseguire sui cordoni di saldatura fra metalli.
L'attrezzatura necessaria è composta da uno schermo che visualizza in un grafico (molto simile ad un oscilloscopio) il ritorno (eco) delle onde di ultrasuoni che si propagano nel metallo e da una sonda dove è contenuto il materiale piezoelettrico che genera gli ultrasuoni.
La sonda viene messa a contatto col cordone di saldatura da controllare, gli ultrasuoni si propagano nel metallo e ogni volta che nel cordone in questione è presente un'imperfezione (bolla d'aria, accumulo di impurezze o una cricca) la massa volumica (densità) cambierà rispetto al resto del cordone di saldatura e parte degli ultrasuoni verranno riflessi. Noi vediamo questa onda di riflesso (eco) nello schermo e in base alla scala dello schermo riusciamo anche ad individuare la posizione approssimativa del difetto.
Questo tipo di controllo è molto diffuso dato che risulta non distruttivo e permette di controllare cordoni di saldatura molto lunghi in brevissimo tempo individuando anche la posizione del difetto.

### Manipolazione e caratterizzazione delle particelle
Un esperimento scientifico ha messo in luce l'azione di cattura delle fibre di pasta carta in sospensione nell'acqua e il loro orientamento parallelo ai piani equidistanti di pressione sonora prodotti da un campo di onde stazionarie ultrasonori. L'intervallo richiesto per l'orientamento fornisce un mezzo rapido di misura della lunghezza media di queste fibre. Un'altra applicazione di questo effetto sono le pinzette acustiche implementate su chip dove le particelle sono catturate alle intersezioni di piani equidistanti di pressione sonora dovuti a due campi perpendicolari di onde stazionarie di superficie. Le aree di utilizzo possibili sono la scienza dei materiali, la biologia, la fisica, la chimica e le nanotecnologie.

## Generazione degli ultrasuoni
Gli ultrasuoni vengono generati per mezzo di materiali con particolari caratteristiche meccanico-elettriche, i materiali piezoelettrici. Questi particolari materiali come ad esempio il quarzo o titanato di bario hanno la caratteristica di generare una differenza di potenziale se compressi o stirati in senso trasversale; viceversa, se applicata una differenza di potenziale ai loro estremi, questi si comprimono o dilatano in senso trasversale.
Proprio quest'ultima caratteristica viene sfruttata per generare queste onde meccaniche sopra il campo dell'udibilità (ultrasuoni).
In base al materiale scelto avremo quindi diverse frequenze di ultrasuoni, diverse propagazioni nei materiali e quindi diverse caratteristiche di potenza delle macchine generatrici.
Un secondo sistema per generare ultrasuoni si basa sulla magnetostrizione: un nucleo ferromagnetico sottoposto ad un campo magnetico alternato (massimo 200 kHz) si mette in vibrazione a frequenze ultrasoniche. Questo sistema è ad es. utilizzato per la produzione di lavatrici industriali ad ultrasuoni.